# Vladlen Yurchenko
Vladlen Yurchenko (Mykolaiv, 22 de janeiro de 1994) é um futebolista profissional alemão que atua como meia.

## Carreira
Vladlen Yurchenko começou a carreira no FC Shakhtar Donetsk.